# Mittelhausbergen
Mittelhausbergen ist eine französische Gemeinde mit 2094 Einwohnern (Stand 1. Januar 2021) im Département Bas-Rhin in der Region Grand Est (bis 2015 Elsass).

## Geographie
Mittelhausbergen liegt am Fuße des Hügels Hausbergen, etwa zehn Kilometer nördlich von Straßburg. Die Gemeinde grenzt im Nordosten an Niederhausbergen, im Südosten an Straßburg, im Südwesten an Oberhausbergen und im Nordwesten an Dingsheim.

## Weblinks

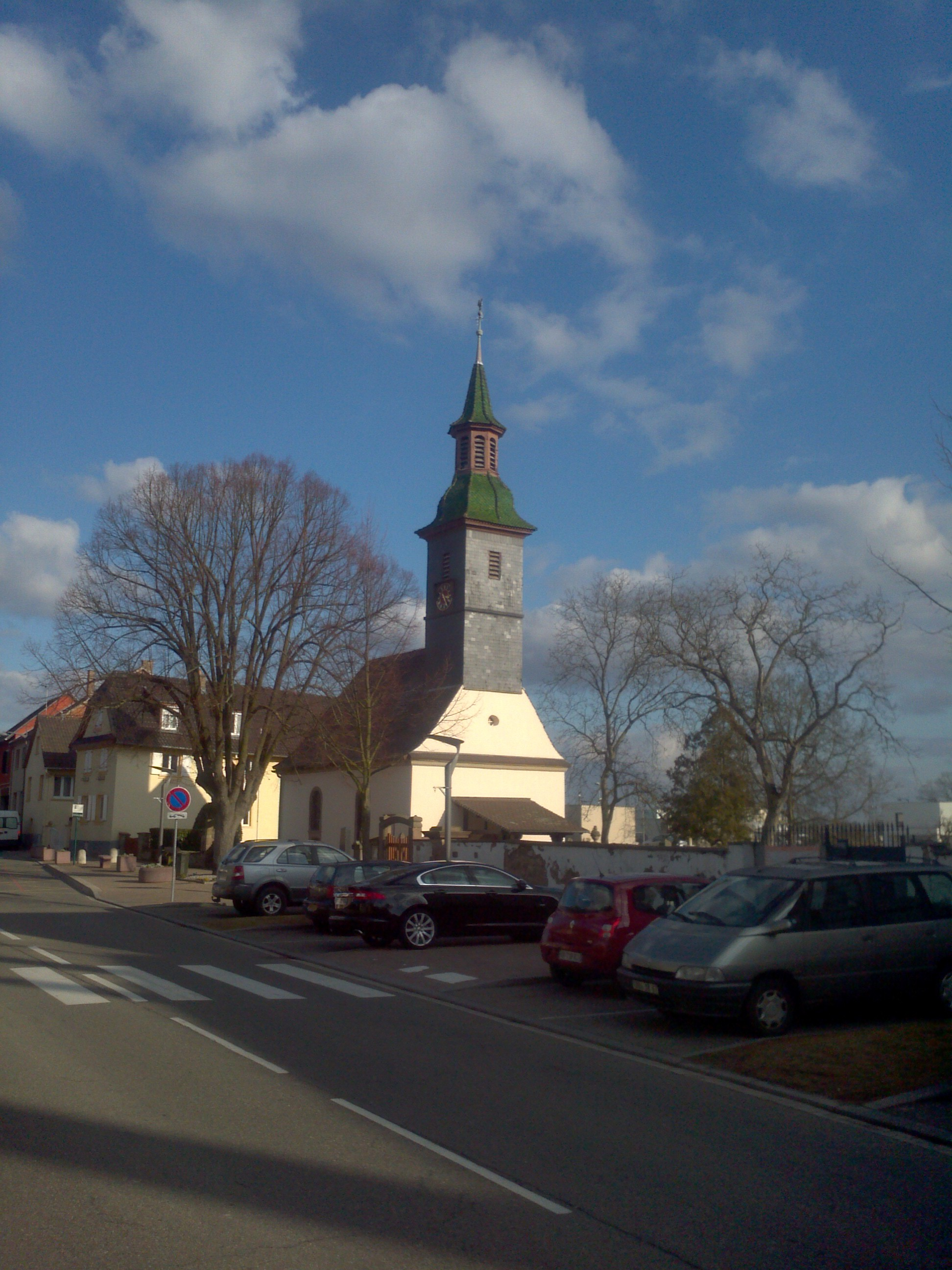
Kirche Saint-Jacques